# Karl IX:s Göteborg

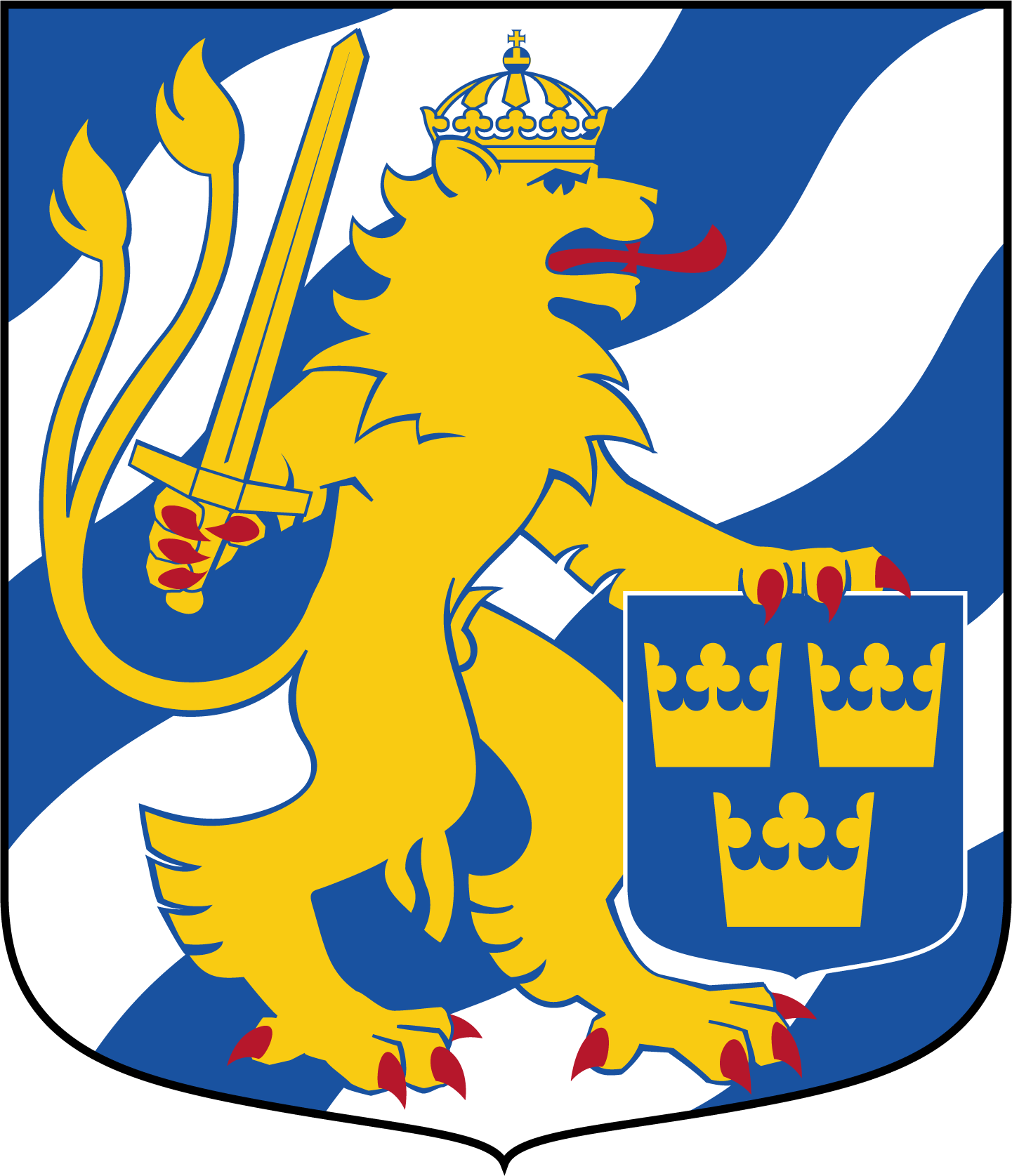
Göteborgs stadsvapen användes redan av det tidigare Göteborg.

Göteborg var namnet på en stad som fanns 1603-1611 och var föregångare till dagens Göteborg. Eftersom den grundades av hertig Karl, sedermera Karl IX, brukar den numera kallas Karl IX:s Göteborg för att skilja den från den nuvarande staden.
Staden grundades vid kronohemmanet Färjestaden på Hisingen (senare Färjenäs) i nuvarande Västra Götalands län. Avsikten var att skapa en handelsplats, närmast en enklav för naturaliserade utlänningar, främst holländare. Läget motiverades av närheten till Älvsborgs slott på andra sidan Göta älv. Staden brändes ned redan 1611 av danska trupper, och nästa Göteborg grundades några år senare i stället på sin nuvarande plats, något uppströms älven.

## Historia
Huvudorten i västra Sverige var sedan 1572 Nya Lödöse, som detta år återfick sina stadsprivilegier. Även Gamla Lödöse fanns sedan 1586 med bland rikets städer, då stadsrättigheterna knöts till greve Per Brahe d.ä.:s stora förläning i Västsverige. Från 1590-talets början ansökte borgarna i Gamla Lödöse om att få sina privilegier fastställda av Kungl. Maj:t. Detta skedde på hösten 1602 genom att kronan bytte till sig Gamla Lödöse och Alvhems gård, mot ett område i Vartofta härad i Västergötland samt några socknar i Småland.
Från mars 1603 började hertig Karl att planera för grundandet av en tredje stad vid älvmynningen. Den 14 mars 1603 utfärdas interimsprivilegier i 7 punkter, men först den 14 augusti 1607 undertecknas de permanenta i 53 punkter. Syftet var att stimulera och stärka handeln i området, vilket skulle tillföra statskassan nödvändiga resurser. Genom att låta holländare bosätta sig och verka i den nya staden, under mycket fördelaktiga villkor, kunde dessa göra omfattande affärer med svenska kronan. Staten använde pengarna till värvning av trupper för polska och ryska krigen, med mera och holländarna kunde räkna med omfattande handelsinkomster.
Den 9 november 1603 utfärdades en fullmakt för holländaren Cornelius Corneliusson, som fick ansvara för uppbyggnad av den nya staden.